# Ван Гент (лунный кратер)
Кратер Ван Гент (лат. Van Gent) — ударный кратер в экваториальной части обратной стороны Луны. Название присвоено в честь нидерландского астронома Хендрика ван Гента (1900—1947) и утверждено Международным астрономическим союзом в 1970 г. Образование кратера относится к нектарскому периоду.

## Описание кратера

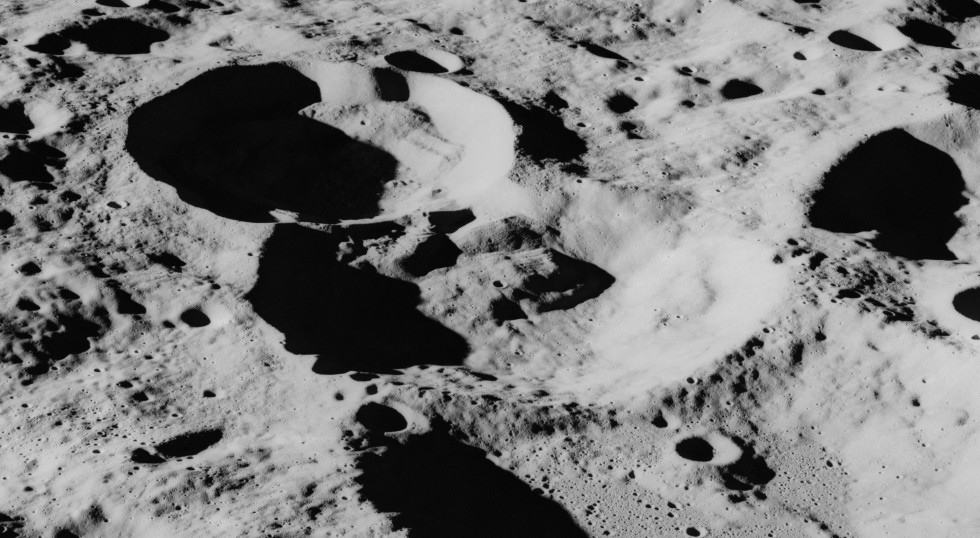
Снимок кратера с борта Аполлона-16.

Ближайшими соседями кратера являются кратер Кольшюттер на западе; кратер Константинов на севере-северо-западе; кратеры Спенсер Джонс и Папалекси на юго-востоке. Селенографические координаты центра кратера 15°25′ с. ш. 160°16′ в. д. / 15,42° с. ш. 160,27° в. д., диаметр 44,4 км, глубина 2,24 км.
Кратер на северо-западе примыкает к сателлитному кратеру Ван Гент X (см. ниже), на юго-востоке перекрывает останки древнего кратера, к которому, в свою очередь, на юго-западе примыкает сателлитный кратер Ван Гент N, а к нему на юго-западе примыкает сателлитный кратер Ван Гент P. Таким образом эти кратеры составляют цепочку из пяти кратеров.
Вал кратера имеет циркулярную форму слегка искаженную примыканием указанных выше соседних кратеров, умеренно разрушен. Высота вала над окружающей местностью 1060 м, объём кратера составляет приблизительно 1400 км³. Дно чаши кратера неровное, отмечено несколькими мелкими кратерами.
31 июля 2019 года в районе кратера Ван Гент разбился о лунную поверхность китайский микроспутник «Лунцзян-2». Американскому зонду LRO удалось зафиксировать новый ударный кратер размером четыре на пять метров.

## Сателлитные кратеры
| Ван Гент | Координаты                                              | Диаметр, км |
| -------- | ------------------------------------------------------- | ----------- |
| D        | 16°06′ с. ш. 161°48′ в. д. / 16,1° с. ш. 161,8° в. д.   | 34,7        |
| N        | 13°21′ с. ш. 159°53′ в. д. / 13,35° с. ш. 159,88° в. д. | 33,1        |
| P        | 12°25′ с. ш. 159°22′ в. д. / 12,41° с. ш. 159,36° в. д. | 47,4        |
| T        | 15°23′ с. ш. 157°10′ в. д. / 15,39° с. ш. 157,16° в. д. | 16,3        |
| U        | 16°52′ с. ш. 157°01′ в. д. / 16,87° с. ш. 157,02° в. д. | 18,4        |
| X        | 16°20′ с. ш. 159°38′ в. д. / 16,34° с. ш. 159,63° в. д. | 37,9        |

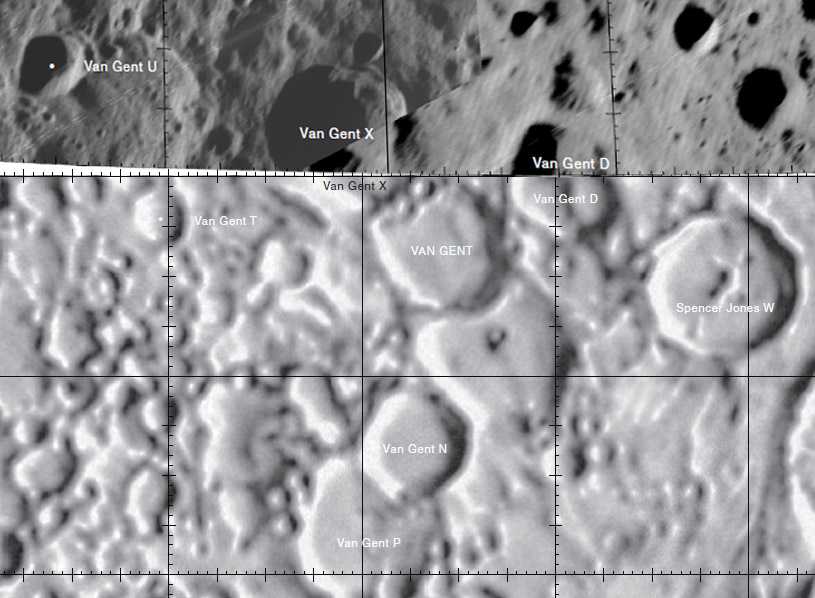
Фрагменты карт LAC-49, LAC-67.

- Образование сателлитного кратера Ван Гент N относится к раннеимбрийскому периоду[1].
- Образование сателлитного кратера Ван Гент X относится к эратосфенскому периоду[1].